# Marcus Julius Vestinus Atticus
Marcus Julius Vestinus Atticus (mort en avril 65) était un sénateur romain qui a prospéré sous le règne de Néron. Il est consul en l'an 65 associé à son collègue Aulus Licinius Nerva Silianus. Après son suicide, il est remplacé par Publius Pasidienus Firmus (en).
Certains critiques dont Werner Eck identifient Atticus comme le fils du Praefectus Aegypti Lucius Julius Vestinus. Vestinus Atticus a épousé Statilia Messalina, avec laquelle Tacite déclare que Néron a eu une liaison avant leur mariage. André Balland a soutenu que Messalina et Atticus avaient un fils nommé Atticus, à qui Martial a adressé une de ses épigrammes (VII.32) et qu'il mentionne dans une autre (IX.99).

## Sa mort
Selon Suétone, Néron a assassiné Atticus parce qu'il voulait épouser Messaline. Après sa mort, Néron fait de Messaline sa troisième femme. Cependant, Tacite fournit un récit plus détaillé sur la façon dont Néron a provoqué la chute d'Atticus. Il avait été un ami de Néron, mais la haine de l'empereur s'est développée parce qu'Atticus a vu à travers lui et a méprisé « la lâcheté de l'empereur, tandis que Néron craignait la bonne humeur de son ami, qui le plaisantait souvent avec cet humour rugueux qui, lorsqu'il s'appuie largement sur des faits, laisse derrière lui un souvenir amer. » Néron a espéré qu'Atticus était partie prenante de la conspiration de Pison, mais Tacite rapporte que « beaucoup pensaient » que Caius Calpurnius Pison n'avait pas invité Atticus à y prendre part en raison de son « esprit entreprenant » qui remplacerait Pison par un autre candidat pour être empereur, ou même voudrait restaurer la République. Quand aucun des conspirateurs ne l'a nommé comme étant impliqué, Néron a abusé de la Loi de majestas (en) et a envoyé le tribun Gerellanus avec une cohorte de soldats à la maison d'Atticus qui dominait le Forum.
Les soldats trouvèrent Atticus chez lui, recevant des invités et ont signifié la convocation impériale. Comprenant le but de cette convocation, Atticus se retira immédiatement dans ses appartements où il se suicida. Pendant ce temps, les soldats ont détenu ses invités pendant des heures, leur permettant seulement de partir « à une heure tardive de la nuit. » Tacite note que Néron avait « ri de leur terreur devant l'attente d'une issue fatale à leur banquet » avant de dire « qu'ils avaient assez souffert pour le divertissement du consul » et de donner l'ordre de les libérer.

## Famille
Titus Sextius Lateranus, consul en 154, est peut être son descendants.